# La Dépêche du Centre
 (octobre 2020).
La Dépêche du Centre est un quotidien français fondé par Ernest Arrault (1850-1925) publié jusqu'en 1944.
En 1889, Daniel Wilson décida de supprimer Le Journal " la Petite france " et de confier l'Union Libérale (autre quotidien) à Ernest Arrault. Ce dernier déclara " je prendrai la Petite France et si vous me laissez faire je la relèverai!"
Ernest Arrault expliqua que le seul moyen de sauver ce journal était de le ramener aux dimensions d'un quotidien départemental, il réorganisa tout, tailla, simplifia et résorba les folles dépenses.
Le succès fut complet mais la petite France devait changer de nom car le journal "la France de Bordeaux" lui fit un procès. Mr Arrault choisit alors " La Dépêche du Centre " 
De départemental, ce quotidien deviendra régional et connaîtra un fort succès!
Les locaux se trouvaient au numéro 6 de la rue de la préfecture à Tours.
Durant la Seconde Guerre mondiale, les propriétaires de La Dépêche du Centre se sont vus imposer par les Allemands un administrateur et un rédacteur chargés de surveiller le contenu des articles du journal.
Le premier numéro de La Nouvelle République du Centre-Ouest prend la place de La Dépêche du Centre, sous l'impulsion du commissaire de la République, Michel Debré. Il paraît le samedi 2 septembre 1944 avec un tirage de 33 000 exemplaires.